# Blanka z Valois
Blanka z Valois (francouzsky Blanche de Valois, 1316 – 1. srpna 1348, Praha) byla moravská markraběnka a česká a římskoněmecká královna. Byla první manželkou českého a římského krále, později císaře Karla IV. Lucemburského.

## Život

### Dětství a dospívání
Blanka, pokřtěná Markéta, byla dcerou hraběte Karla z Valois a jeho třetí ženy Mahaut ze Châtillonu. Jejím bratrem byl budoucí francouzský král Filip VI. Vyrůstala na francouzském dvoře svého bratrance Karla IV. Sličného. Blanka, francouzsky Blanche, se jí říkalo již od narození kvůli jejímu vzhledu. V dospělosti to byla půvabná a štíhlá blondýnka s velmi bledou pletí. Měla dobrou povahu, byla přizpůsobivá, pokorná a navíc měla i dobré srdce. Uměla se vcítit do myšlení běžných lidí a získat si jejich náklonnost.
Rodiče Blanky si pro ni přáli co nejvýhodnější sňatek, ale byla jejich předposledním potomkem a tak nemohli pomýšlet na sňatek s princem a budoucím králem. Okolnosti to však umožnily. V době jejího dětství byl francouzským králem Karel IV. Sličný a ten si vzal za manželku Marii Lucemburskou, sestru Jana Lucemburského. Právě ke své sestře dal Jan na vychování svého syna Václava, budoucího krále Karla IV. Bylo to po neshodách s jeho ženou Eliškou Přemyslovnou, které prvorozeného syna odebral.
Spojenectví s Francií se Jan Lucemburský rozhodl rozšířit a dohodl svatbu Blanky z Valois se svým synem Václavem. Byl to čistě politický a naplánovaný svazek, který měl být základem budoucího česko-francouzského přátelství. Navíc to byl sňatek na patřičné úrovni i pro Karla, neboť se předpokládalo, že Kapetovci vymřou po meči a že na trůn dosedne Filip VI., bratr Blanky z rodu Valois.

### Svatba

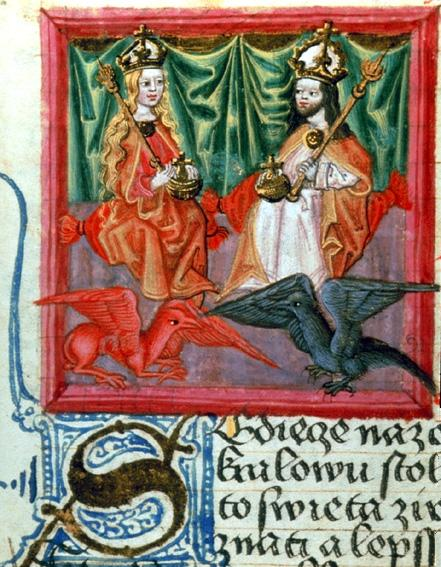
Blanka z Valois a Karel IV.

Blanka se s Václavem seznámila již v dětství, neboť byli stejně staří a oba žili na dvoře francouzského krále. Byla s ním zasnoubena a posléze oddána ještě jako dítě v roce 1323 v Paříži se svolením papeže Jana XXII. Svatební obřad proběhl současně s korunovací Karlovy tety Marie na francouzskou královnu. Blance a Václavovi bylo v době svatby sedm let, proto byli dětští manželé ještě rozděleni a vychováváni dál svými vychovateli. Český korunní princ Václav pak přijal během biřmování jméno Karel na počest francouzského krále Karla, který mu šel dokonce za kmotra.
Prestiž tohoto svazku se zvýšila v roce 1328, kdy vymřela hlavní linie francouzského královského rodu Kapetovců. Tehdy se prostřednictvím Blančina bratra Filipa VI. dostala na trůn vedlejší rodová linie Valois. Spojenectví mezi českým královstvím a Francií bylo dále potvrzeno v roce 1331, kdy byla Jitka, sestra Karla IV., provdána za francouzského následníka trůnu Jana II.

### Manželství
Dětští manželé spolu po svatbě sedm let nežili. Blanka nějaký čas pobývala v Lucembursku a Karel bojoval v bouřící se Lombardii. Spolu začali žít až kolem roku 1330 v Lucembursku.

#### Karlův návrat do Čech
Do Čech se Karel, tehdy jako moravský markrabě, vrátil sám na podzim roku 1333. Království našel zpustošené, matka byla mrtvá, nikoho v Čechách neznal a dokonce zapomněl česky. Takto to Karel popsal ve svém životopise:
| „ | A shledali jsme toliko, že matka naše (Eliška Přemyslovna) několik let předtím byla zemřela… Tak, když přijeli jsme do Čech, nenašli jsme tam ani otce, ani matky, ani bratra, ani sestry, ani žádného přítele neb známého. A my řeč českou zapomněli jsme a museli jsme se jí znovu učiti. Království české našli jsme pak tak zpustošené, že v něm nebylo ani jediného hradu královského, který by nebyl dán v zástavu i se všemi statky. A my neměli jsme ani, kde bychom bydlili, leč v domech městských, jako prostý měšťan. | “ |

Po svém návratu do Čech se Karel snažil zajistit důstojné bydlení pro sebe a svou ženu. Začal s rekonstrukcí královského paláce na Pražském hradě, který měl být přestavěn po vzoru sídla francouzského krále. Karel však nečekal na dokončení rekonstrukce hradu, kde by náležitě uvítal svou manželku. Blanku pozval do Prahy, jakmile pro ni utvořil alespoň nejnutnější podmínky. Blanka přijela v početném doprovodu francouzských dvořanů do Prahy 12. června 1334. Její doprovod způsobil u českých obyvatel rozpačité dojmy. Obyvatelé byli uchváceni především oslnivou nádherou francouzských oděvů, na druhou stranu nesrozumitelná mluva vzbudila v českém panstvu pocity nepříjemného cizáctví. Karel si nechtěl šlechtu poštvat proti sobě, a tak francouzské dvořany brzy odeslal na zpáteční cestu. Petr Žitavský ve své kronice nejprve pochválil Blančin zjev a krásu a jazykové těžkosti komentoval takto:
| „ | „Za velikou obtíž pokládáme, že sama mluví jen francouzským jazykem ... (ale) začíná se učit jazyku německému a více se v něm cvičívá než v jazyce českém; neboť se skoro ve všech městech království a před králem obecněji užívá v této době jazyka německého než českého.“ | “ |

#### Markraběnka moravská
Blanka, která mluvila pouze francouzsky, se velmi rychle naučila německy a česky. Přestože byla pouze moravskou markraběnkou, byla pro Čechy jejich královnou. Lid si ji zamiloval pro její vstřícnou povahu a skromnost. Neoceňovali na ní jen její krásu, šarm, garderobu a vybrané francouzské způsoby. Všem imponovala hlavně tím, že usilovala o to, co nejvíce se přiblížit své nové domovině.
Manželství Blanky a Karla bylo šťastné. Za necelý rok po Blančina příjezdu do Prahy se jim 24. května 1335 narodila dcera Markéta. Byla pojmenována po matce a po otcově lucemburské babičce. Skromná Blanka se veřejného života výrazně nezúčastňovala a po narození dcery žila prakticky v ústraní.
V roce 1336 přijeli do Čech Jan Lucemburský a jeho žena česká královna Beatrix Bourbonská s novorozeným synem Václavem. Beatrix byla pyšná a nedokázala si získat přízeň poddaných. Chovala se povýšeně a Čechy pohrdala. Mluvila jen francouzsky a češtinu odmítala. Byla opakem své sestřenice Blanky. Češi Beatrix jako královnu nepřijali, zatímco Blanka se těšila velké popularitě. Na nátlak svého tchána, krále Jana, byla Blanka nucena v roce 1337 přesídlit do Brna. V roce 1342 se jí tam narodilo druhé dítě Kateřina, která byla provdána za rakouského vévodu Rudolfa IV. Habsburského a poté Otu V. Bavorského. Beatrix v Čechách dlouho nevydržela a v roce 1337 je navždy opustila. Jan Lucemburský v Čechách pobýval jen občas, především kvůli získání finančních prostředků. Zemřel v roce 1346 v bitvě u Kresčaku.

#### Česká královna

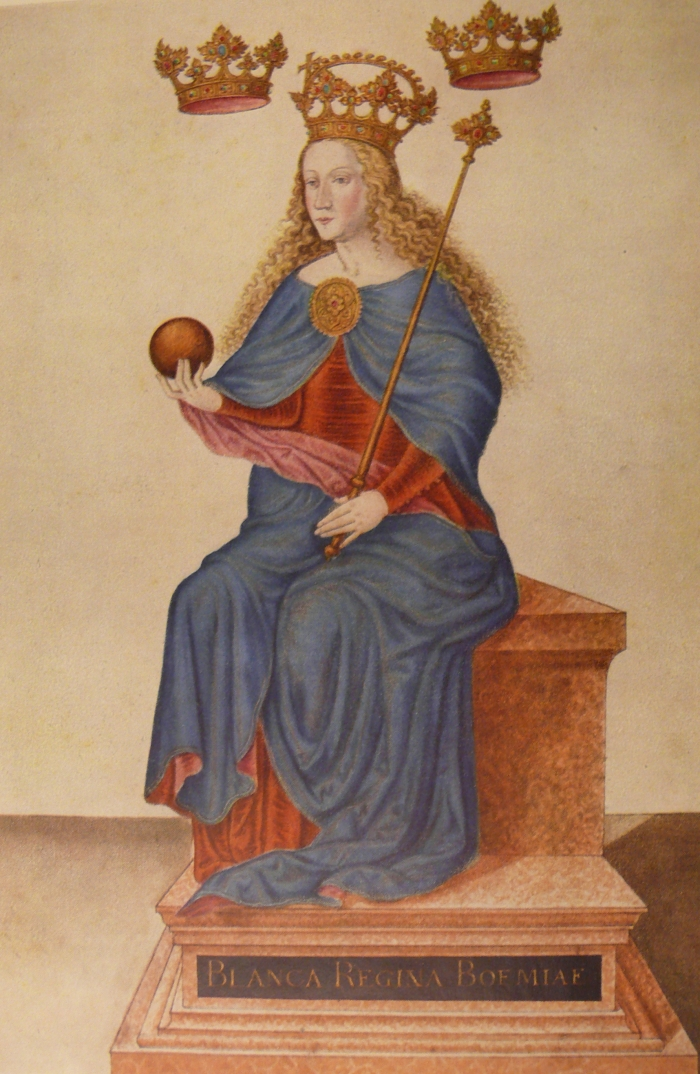
Blanka z Valois

Po smrti Jana Lucemburského byli Karel a Blanka 2. září 1347 v Praze korunováni na českého krále a královnu. Byla to velká sláva, které se zúčastnilo mnoho církevních hodnostářů. Byla to velká podívaná i pro prostý lid, který oba manžele miloval.
Rok 1348 byl pro České království velmi významný, neboť Karel založil Nové Město pražské a vysoké učení, dnešní Karlovu univerzitu. Pro soukromý život Karla to však byl rok tragický. Dne 1. srpna 1348 Blanka zemřela po krátké nemoci ve věku 32  let. Pro Karla to byla citelná ztráta, z původně politického svazku se stalo plnohodnotné a šťastné manželství. Po Blance mu zůstaly alespoň dvě dcery, syna ovšem neměl.
Blanka z Valois byla pochována v chrámu sv. Víta na Pražském hradě.

## Další ženy Karla IV.
Karel se již v roce 1349 oženil s Annou Falckou, která však ve svých 23 letech zemřela v roce 1353.
Ještě v témže roce 1353 se Karel oženil s Annou Svídnickou, ale i ta zemřela v mladém věku 23 let v roce 1362.
Poslední Karlovou ženou se stala v roce 1363 Alžběta Pomořanská. Po smrti Karla v roce 1378 žila ještě patnáct let jako vdova a zemřela v roce 1393.

## Potomci
- Markéta Lucemburská (1335–1349)

∞ 1342 Ludvík I. Veliký
- Kateřina Lucemburská (1342–1395), rakouská vévodkyně a braniborská markraběnka

∞ 1353 Rudolf IV. Habsburský
∞ 1366 Ota V. Bavorský

## Odrazy v kultuře
Postava Blanky z Valois vystupuje v českém komediálním filmu Slasti Otce vlasti, kde ji ztvárnila Daniela Kolářová. V televizním filmu Hlas pro římského krále (2016) ji hraje Tereza Voříšková.

## Vývod z předků
|                 |                        |  |                       |                                  |  |  |  |  |  |  |  | Ludvík VIII. Francouzský |
|                 |                        |  |                       |                                  |  |  |  |  |  |  |  |                          |
|                 | Ludvík IX. Francouzský |  |                       |                                  |  |  |  |  |  |  |  |                          |
|                 |                        |  |                       |                                  |  |  |  |  |  |  |  |                          |
|                 |                        |  |                       | Blanka Kastilská                 |  |  |  |  |  |  |  |                          |
|                 |                        |  |                       |                                  |  |  |  |  |  |  |  |                          |
|                 | Filip III. Francouzský |  |                       |                                  |  |  |  |  |  |  |  |                          |
|                 |                        |  |                       |                                  |  |  |  |  |  |  |  |                          |
|                 |                        |  |                       | Ramon Berenguer IV. Provensálský |  |  |  |  |  |  |  |                          |
|                 |                        |  |                       |                                  |  |  |  |  |  |  |  |                          |
|                 | Markéta Provensálská   |  |                       |                                  |  |  |  |  |  |  |  |                          |
|                 |                        |  |                       |                                  |  |  |  |  |  |  |  |                          |
|                 |                        |  |                       | Beatrix Savojská                 |  |  |  |  |  |  |  |                          |
|                 |                        |  |                       |                                  |  |  |  |  |  |  |  |                          |
|                 | Karel z Valois         |  |                       |                                  |  |  |  |  |  |  |  |                          |
|                 |                        |  |                       |                                  |  |  |  |  |  |  |  |                          |
|                 |                        |  |                       | Petr II. Aragonský               |  |  |  |  |  |  |  |                          |
|                 |                        |  |                       |                                  |  |  |  |  |  |  |  |                          |
|                 | Jakub I. Aragonský     |  |                       |                                  |  |  |  |  |  |  |  |                          |
|                 |                        |  |                       |                                  |  |  |  |  |  |  |  |                          |
|                 |                        |  |                       | Marie z Montpellieru             |  |  |  |  |  |  |  |                          |
|                 |                        |  |                       |                                  |  |  |  |  |  |  |  |                          |
|                 | Isabela Aragonská      |  |                       |                                  |  |  |  |  |  |  |  |                          |
|                 |                        |  |                       |                                  |  |  |  |  |  |  |  |                          |
|                 |                        |  |                       | Ondřej II. Uherský               |  |  |  |  |  |  |  |                          |
|                 |                        |  |                       |                                  |  |  |  |  |  |  |  |                          |
|                 | Jolanda Uherská        |  |                       |                                  |  |  |  |  |  |  |  |                          |
|                 |                        |  |                       |                                  |  |  |  |  |  |  |  |                          |
|                 |                        |  |                       | Jolanda z Courtenay              |  |  |  |  |  |  |  |                          |
|                 |                        |  |                       |                                  |  |  |  |  |  |  |  |                          |
| Blanka z Valois |                        |  |                       |                                  |  |  |  |  |  |  |  |                          |
|                 |                        |  |                       |                                  |  |  |  |  |  |  |  |                          |
|                 |                        |  | Hugo I. ze Châtillonu |                                  |  |  |  |  |  |  |  |                          |
|                 |                        |  |                       |                                  |  |  |  |  |  |  |  |                          |
|                 | Vít II. ze Châtillonu  |  |                       |                                  |  |  |  |  |  |  |  |                          |
|                 |                        |  |                       |                                  |  |  |  |  |  |  |  |                          |
|                 |                        |  |                       | Marie z Blois                    |  |  |  |  |  |  |  |                          |
|                 |                        |  |                       |                                  |  |  |  |  |  |  |  |                          |
|                 | Vít III. ze Châtillonu |  |                       |                                  |  |  |  |  |  |  |  |                          |
|                 |                        |  |                       |                                  |  |  |  |  |  |  |  |                          |
|                 |                        |  |                       | Jindřich II. Brabantský          |  |  |  |  |  |  |  |                          |
|                 |                        |  |                       |                                  |  |  |  |  |  |  |  |                          |
|                 | Matylda Brabantská     |  |                       |                                  |  |  |  |  |  |  |  |                          |
|                 |                        |  |                       |                                  |  |  |  |  |  |  |  |                          |
|                 |                        |  |                       | Marie Štaufská                   |  |  |  |  |  |  |  |                          |
|                 |                        |  |                       |                                  |  |  |  |  |  |  |  |                          |
|                 | Mahaut ze Châtillonu   |  |                       |                                  |  |  |  |  |  |  |  |                          |
|                 |                        |  |                       |                                  |  |  |  |  |  |  |  |                          |
|                 |                        |  |                       | Jan I. Bretaňský                 |  |  |  |  |  |  |  |                          |
|                 |                        |  |                       |                                  |  |  |  |  |  |  |  |                          |
|                 | Jan II. Bretaňský      |  |                       |                                  |  |  |  |  |  |  |  |                          |
|                 |                        |  |                       |                                  |  |  |  |  |  |  |  |                          |
|                 |                        |  |                       | Blanka Navarrská                 |  |  |  |  |  |  |  |                          |
|                 |                        |  |                       |                                  |  |  |  |  |  |  |  |                          |
|                 | Marie Bretaňská        |  |                       |                                  |  |  |  |  |  |  |  |                          |
|                 |                        |  |                       |                                  |  |  |  |  |  |  |  |                          |
|                 |                        |  |                       | Jindřich III. Anglický           |  |  |  |  |  |  |  |                          |
|                 |                        |  |                       |                                  |  |  |  |  |  |  |  |                          |
|                 | Beatrix Anglická       |  |                       |                                  |  |  |  |  |  |  |  |                          |
|                 |                        |  |                       |                                  |  |  |  |  |  |  |  |                          |
|                 |                        |  |                       | Eleonora Provensálská            |  |  |  |  |  |  |  |                          |
|                 |                        |  |                       |                                  |  |  |  |  |  |  |  |                          |